# 두 명의 영국 여인과 유럽 대륙
두 명의 영국 여인과 유럽 대륙(Les Deux Anglaises Et Le Continent, Two English Girls)은 프랑스에서 제작된 프랑소와 트뤼포 감독의 1971년 멜로/로맨스, 드라마 영화이다. 장 피에르 레오 등이 주연으로 출연하였다.

## 출연

### 주연
- 장 피에르 레오
- 키카 마크햄
- 스테이시 텐더터

### 조연
- 실비아 마리오트
- 이렌느 튕크
- 조르쥬 들르뤼
- 데이비드 마컴

## 제작진
- 미술: 미쉘 드 브로인
- 의상: 기트 마그리니